# Catada polysticta
Catada polysticta är en fjärilsart som beskrevs av George Francis Hampson. Catada polysticta ingår i släktet Catada och familjen nattflyn. Inga underarter finns listade i Catalogue of Life.